# Prochowice
Prochowice este un oraș în Polonia. Are 7.634 locuitori.
Orașe și sate învecinate : Kunice, Malczyce și Ruja. Voievodat:	Voievodatul Silezia Inferioară.